# Battaglia di Soissons (486)
La battaglia di Soissons venne combattuta nel 486 tra i Franchi di re Clodoveo I e l'esercito dell'ultimo territorio dell'Impero romano d'Occidente, il cosiddetto Regno di Soissons, guidato dal magister militum per Gallias Siagrio. La vittoria dei Franchi permise loro il dominio su quella che sarebbe poi diventata la Francia.

## Contesto storico
Dopo la caduta dell'Impero romano d'Occidente nel 476 e la morte dell'ultimo imperatore Giulio Nepote nel 480, Siagrio era l'ultimo rappresentante romano, e governava l'area tra la Loira e la Somme. Il suo dominio, noto impropriamente come Regno di Soissons, era centrato sulla città di Soissons, in un territorio quasi intatto dopo le invasioni barbariche e oggetto delle mire espansionistiche dei Franchi.

## La battaglia
I Franchi, riuniti dal re Clodoveo, attaccarono il territorio romano, sconfiggendo Siagrio e annientando il suo esercito. Siagrio provò a trovare scampo presso i Visigoti ma, consegnato ai Franchi, fu giustiziato.

## Conseguenze
Il reame dei Franchi, raddoppiato in estensione dopo questa vittoria, si rafforzò a seguito della vittoria definitiva sui Visigoti, sconfitti nella battaglia di Vouillé (507) e obbligati a passare i Pirenei.
Viene considerata l'ultima battaglia dell'Impero romano d'Occidente.